# Dámaso Alonso
Dámaso Alonso y Fernández de las Redondas (ur. 22 października 1898 w Madrycie, zm. 25 stycznia 1990, tamże) – hiszpański poeta, filolog i krytyk literacki. Członek Hiszpańskiej Akademii Królewskiej. 

## Życiorys
Prawo i literaturę studiował w Madrycie, gdzie był uczniem Ramóna Menéndeza Pidala. Od 1923 do 1926 wykładał literaturę hiszpańską w madryckim Ośrodku Studiów Historycznych. W latach 1933–1939 był wykładowcą Uniwersytetu w Walencji, a od 1939 w Madrycie. Niezależnie od tego wykładał też na uniwersytetach amerykańskich, w Berlinie i Cambridge. W 1948 został członkiem Akademii Hiszpańskiej.
Chociaż we wczesnych latach należał do Pokolenia 27, jego największe dzieła powstały w latach 40. XX wieku. Znawca i komentator twórczości Luisa de Góngory y Argote. Tworzył poezje refleksyjne, studia o poezji hiszpańskiej i eseje. W 1978 roku otrzymał Nagrodę Cervantesa.

## Główne prace
Prace poetyckie
- Poemas puros. Poemillas de la ciudad, M., Galatea, 1921.
- El viento y el verso, M., Sí. Boletín Bello Español del Andaluz Universal, 1925.
- Hijos de la ira. Diario íntimo, M., Revista de Occidente, 1944 (2ª edic. ampliada, Bs. As., Espasa-Calpe, 1946).
- Oscura noticia, M., Col. Adonais, 1944.
- Hombre y Dios, Málaga, El Arroyo de los Ángeles, 1955.
- Tres sonetos sobre la lengua castellana, M., Gredos, 1958.
- Poemas escogidos, M., Gredos, 1969 (Contiene poemas no recogidos en libro).
- Gozos de la vista. Poemas puros. Poemillas de la ciudad. Otros poemas, M., Espasa-Calpe, 1981.
- Antología de nuestro monstruoso mundo. Duda y amor sobre el Ser Supremo, M., Cátedra, 1985.
- Álbum. Versos de juventud, B., Tusquets, 1993 (Edición de Alejandro Duque Amusco y María-Jesús Velo. Con Vicente Aleixandre y otros).
- Verso y prosa literaria, Madrid, Gredos, 1993 (Obras completas, volumen X).

Prace filologiczne
- Con el seudónimo Alfonso Donado, traducción de James Joyce, Retrato del artista adolescente, (1926).
- Edición crítica de las Soledades de Luis de Góngora, (1927).
- La lengua poética de Góngora (1935).
- La Poesía de San Juan de la Cruz (1942).
- Poesía española: Ensayo de métodos y límites estilísticos (1950).
- Poetas españoles contemporáneos (1952).
- Estudios y ensayos gongorinos (1955).
- De los siglos oscuros al de Oro (1958).
- Góngora y el Polifemo (1960).
- Cancionero y romancero español (1969).
- En torno a Lope (1972).